# Omkring Kapitulationen
|  | Denne artikel er oprettet af botten Steenthbot ud fra en ekstern database. Den kan derfor have sproglige fejl eller mangler. Denne skabelon kan fjernes efter kontrol af indholdet. |

Omkring Kapitulationen er en dansk dokumentarisk optagelse fra 1947.

## Handling
Sønderborg i dagene efter befrielsen: Flygtningene vælter ind i Sønderborg Havn i dagene op til kapitulationen. En enmandstorpedo ses i havneløbet. Fragtskibet Stettin fyldt med mennesker ombord. Politiet kan rykke ind på stationen, hvor der har været skole. Overbetjent Ole Hald modtages af kollegerne. Frihedsbevægelsen anholder landsforrædere og stikkere. En ladbil fyldt med hujende mennesker ruller mod grænsen for at modtage englænderne. Våben og ammunition m.m. samles ind. Tyske troppers tilbagetog over grænsen. Franskmænd på vej hjem tilbagevises til et senere tidspunkt. Tysk spærring ved Kruså. Montgomerys "The royal Dragoon" kører over grænsen. Englænderne ankommer til Sønderborg og bydes velkommen af borgmester Hans Nielsen. Autografjægerne i aktion. Takkkegudstjeneste i Sankt Marie Kirke. Parade af frihedskæmpere på kirkepladsen.
Frøslev: Dannebrog går til tops 5. maj. De tyske politisoldater forlader lejren. Tidligere internerede, som var stikkere, sidder nu i 'Einzelhaft' og afhøres af deres tidligere medfanger.
Sønderborg: Opgravning af faldne frihedskæmpere på den militære skydebane. De lægges i nye, hvide kister og begraves på den nye kirkegård. Sørgeoptog med kisterne på hestevogne ruller gennem byen.
Hjemførelsen af de 115 danske patrioter, som døde i krigsfangeskab i Tyskland. Danmarks største ligtog - hvide kister på hvide Røde Kors-lastbiler - føres over grænsen. Biskop Noack fra Haderslev og minister for særlige anliggender Per Federspiel taler ved mindehøjtideligheden. Pastor Erik Staffeldt fra Middelfart taler på forældrenes og de pårørendes vegne. Kisterne køres til Sønderborg Kasernes gymnastiksal for derfra at blive kørt til deres sidste hvilested i Danmarks jord.